# TSVグロースバードルフ
TSVグロースバードルフ（TSV Großbardorf）はドイツ・バイエルン州のグロースバードルフにホームを置くスポーツクラブである。サッカーのほか、スキットル（9ピンのボウリング）、卓球も行っている。本拠地のグロースバードルフは人口1000人程度（2006年は989人）の小さな村。

## 歴史
1970年代前半は主に8部リーグに在籍した。1970年代後半より7部リーグに定着、1987-88年シーズンに優勝して6部昇格を果たすと、翌1989年には6部2位で5部昇格を果たした。しかし、1990-91年のシーズンを14位で終え、再び6部へ降格した。その後も昇降格を重ねたが、1997年よりランデスリーガ（旧5部）に定着する。2002-03年のシーズンで2位となりオーバーリーガ・バイエルン（旧4部）に昇格、その後も4部にとどまることができた。2007-2008年のシーズンは、クラブにとって最高順位である4位で終えた。リーグの再編にともない新たに発足したレギオナルリーガ（新4部）に所属することになった。

## スタジアム

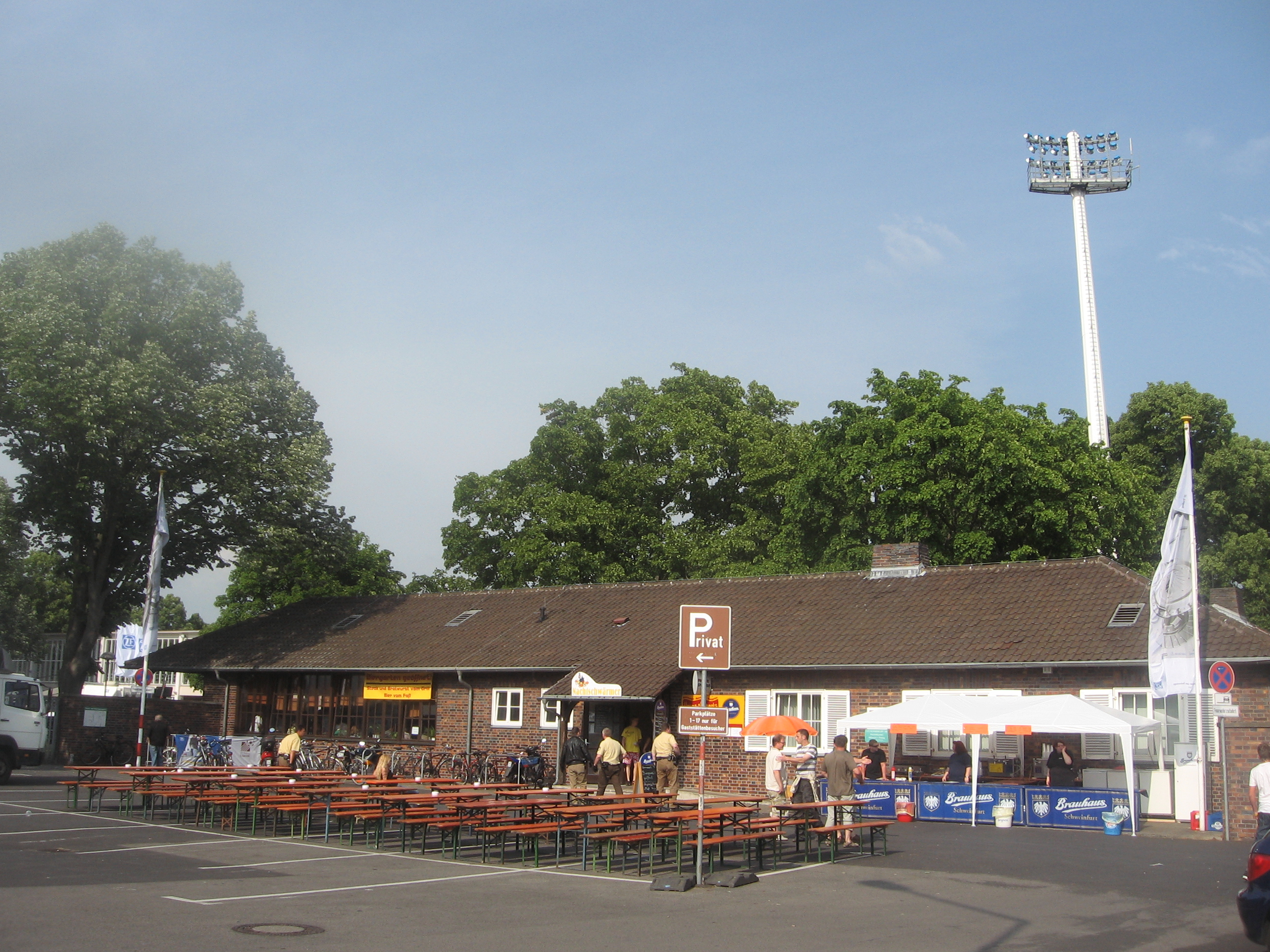
シュヴァインフルトにあるWilly-Sachs-Stadion

本来なら村のTSVシュポルトパルク（TSV-Sportpark）が本拠地となるスタジアムだが、レギオナルリーガの試合を開催できる規格でないため、村から約40キロ離れたシュヴァインフルトのWilly-Sachs-Stadion（1. FCシュヴァインフルト05のホームスタジアム、2006年のワールドカップではチュニジア代表の練習場）において主催試合が行われる。

## タイトル

### 国内タイトル
なし

### 国際タイトル
なし